# Първичен ключ
Първичен ключ (на английски: primary key) е поле, което определя еднозначно запис в база от данни.. Служи да идентифицира по уникален начин всеки запис (екземпляр) на релационна база данни и затова в една база данни не може да присъстват два еднакви първични ключа.